# Антихришћанство
Антихришћанство, односно христијанофобија (хришћанофобија), или христофобија, означава друштвене и историјске појаве које се огледају у изразито негативном, односно непријатељаском или агресивном односу према хришћанима или према хришћанској вери. Антихришћански ставови усмерени су првенствено против хришћанских веровања, обичаја, обреда, храмова и верских установа, однсно против хришћанског свештенства или хришћанских заједница у целини. 
Током историје, антихришћанство се испољавало у различитим облицима, а најчеше у виду нетолеранције и дискриминације, односно анксиозности или агресивности према хришћанима као појединцима или према читавим хришћанским заједницама. Екстремни облици антихришћанског анимозитета, односно мржње испољавали су се у виду религијских или политичко-идеолошких прогона и погрома.
За разлику од критике хришћанства, која је саставни део верског и друштвеног живота, антихришћанство представља негативну друштвену појаву. Гудрун Куглер наводи да христијанофобија представља ирационалан страх или мржњу против хришћана и хришћанства уопште. Значење ове речи такође укључује противхришћанску пристраност, а манифестује се поступниом маргинализацијом особа хришћанске вере.
Јозеф Вејлер напомиње да је феномен под називом хришћанофобија првенствено феномен елиминације хришћанства из уставних текстова Европске уније.

## Вандализам
Вандализам или оштећења симбола хришћанства или имовине је један од облика изражавања противхришћанских осећања намерним кривичним делом уништавају се објекти који се сматрају свети хришћанима, као што су црква, Библија, крст, или икона.